# Beurk!
Beurk! é um curta-metragem de animação francês de 2024 escrito e dirigido por Loïc Espuche. O filme de animação de 13 minutos sobre a infância e a descoberta do amor foi premiado em vários festivais internacionais de cinema, incluindo o Anima Film Festival 2024 na Bélgica. Também foi apresentado em festivais ao redor do mundo, incluindo o Festival de Cinema de Animação de Annecy, Rhode Island International Film Festival ou Berlin International Film Festival. O filme também foi pré-selecionado para o Prêmio César de Melhor Curta de Animação. Em 23 de janeiro de 2025, o filme também foi indicado ao 97º Oscar na categoria melhor curta-metragem de animação.

## Enredo
Léo acha que beijar é a coisa mais nojenta do mundo. No acampamento de verão, ele e seus amigos não conseguem deixar de rir e zombar dos casais que se beijam, suas bocas brilhantes e rosadas tornando impossível desviar o olhar. Mas enquanto Léo brinca, ele esconde um segredo: seus próprios lábios começaram a brilhar também. No fundo, Léo está curioso — ele pode querer tentar beijar por si mesmo. Enquanto seu coração e mente lutam com o "eca" e o "sim", o verão de Léo se torna uma jornada de autodescoberta, onde a provocação se transforma em desejo e onde a linha entre "eca" e "ooh" começa a se confundir.

## Lançamento
| Ano  | Premiação                                                | Prêmio/Categoria                           | Resultado |
| ---- | -------------------------------------------------------- | ------------------------------------------ | --------- |
| 2024 | Festival Internacional de Cinema de Berlim               | Generation Kplus 2024                      | Indicado  |
| 2024 | Festival de Cinema de Animação de Annecy                 | Coup de Coeur                              | Venceu    |
| 2024 | Festival Internacional de Cinema de Animação de Bruxelas | Melhor curta-metragem para crianças        | Venceu    |
| 2024 | Lago Film Fest                                           | Unicef Kids Award 2024                     | Venceu    |
| 2024 | Flickers' Rhode Island Film Festival                     | Momentos de Devaneio                       | Indicado  |
| 2024 | Curtas Vila do Conde                                     | Prêmio do Público Competição Internacional | Venceu    |
| 2025 | Oscar                                                    | Melhor curta-metragem de animação          | Indicado  |